# Eumannia bytinskii
Eumannia bytinskii is een vlinder uit de familie spanners (Geometridae). De wetenschappelijke naam is voor het eerst geldig gepubliceerd in 1939 door Wehrli.
De soort komt voor in Europa.